# Subdivisions de São Paulo
La division territoriale et administrative de la ville de São Paulo est faite officiellement de deux façons : l'une administrative et l'autre géographique. D'autres subdivisions sont également adoptées par des entreprises privées, des ONGs et organismes variés.

## Administrations régionales
Jusqu'en 2002, la ville a été divisée en administrations régionales qui ont pour fonction de représenter le pouvoir municipal dans la zone géographique relevant de leur juridiction. Parmi ses attributions sont la surveillance, notamment en ce qui concerne l'utilisation et de l'occupation du territoire (travaux et édifications résidentielles, installations du commerce et des services de petite taille), ainsi que, en ce qui concerne la propreté publique, le balayage des rues, la conservation des jardins et des espaces verts, petits travaux d'entretien, de parcs publics, de l'administration des plantes d'asphalte et de la gestion des véhicules et des machines de la mairie. Auprès de la gestion de Marta Suplicy, ont été déployées les sous-préfectures, qui proposent une plus grande autonomie financière pour la gestion locale. Les anciennes administrations régionales coïncident en grande partie avec le territoire actuel des sous-préfectures, bien que certains changements ont été apportés aux districts et limites physiques.

## Subdivisions géographiques
La mairie de São Paulo reconnaît de dix zones géographiques, utilisées pour faire référence à l'emplacement dans la ville. Ces zones ont été établies par la division de la ville en une façon radiale à partir du centre, et chacune d'elles est représentée par une couleur différente dans les bus et dans la couleur des plaques de rue, qui ont commencé à adopter ces couleurs à partir de 2007. Il convient de noter, cependant, que le seul critère utilisé pour cette division est les limites géographiques (avenues, rivières, etc.) n'ayant rien à voir avec les divisions administratives. Il peut arriver, même qu'une partie du même district soit dans une zone et l'autre partie dans une autre zone. Ces domaines sont les suivants :

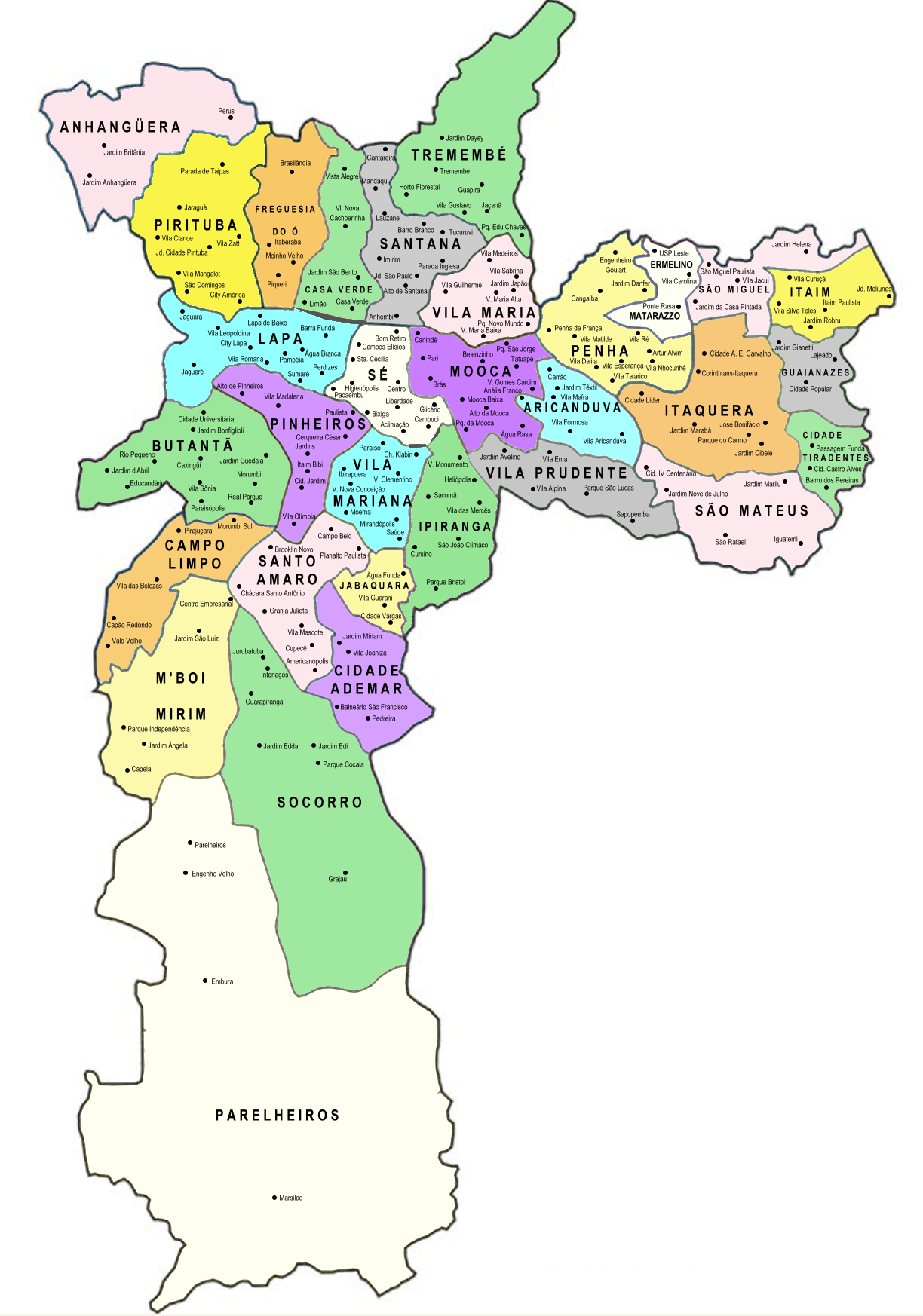
Sous-préfectures de la municipalité de São Paulo.

## Division administrative
Administrativement, la municipalité est divisée en 31 mairies régionales, qui, à son tour, sont divisées en districts. Les autorités locales sont officiellement regroupées en neuf régions (ou "zones"), en tenant compte de la position géographique et l'histoire de l'occupation. Ces régions ne sont utilisées que dans les organismes techniques et du gouvernement, et ne sont pas identifiées dans aucune communication visuelle dans la ville.

## Autres subdivisions

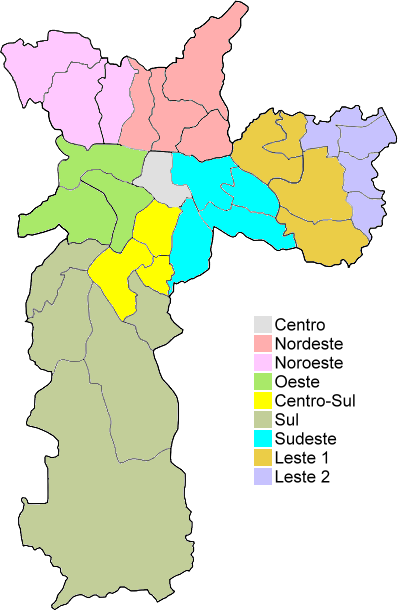
Zonage administratif officiel de São Paulo.

Jusqu'en 1986, la ville de São Paulo était divisée en districts et sous-districts, selon la législation de l'État. Les premiers, à l'époque, étaient au nombre de dix: São Miguel Paulista, ex-Baquirivu (créé en 1891), Santana (1898, transformé en un sous-district), Itaquera (1920), Casa Verde (1928), Guaianases, ex-Lajeado (1929), Perus (1934), Parelheiros (1944), Jaraguá (1948), Ermelino Matarazzo (1958), Itaim Paulista (1980), Sapopemba (1985) et São Mateus (1985). Ensuite est venu Capão Redondo (1998) et Jardim São Luís (2002).
Le sous-districts originaires du XVIIIe siècle et de 1900 à 1950 ont été ajoutés aux sous-districts de Butantã, Osasco (émancipé en tant que municipalité en 1962), Vila Mariana, Lapa, Liberdade, Consolação, Bom Retiro, Mooca, Bela Vista, Ipiranga, Perdizes, Jardim América, Saúde, Tucuruvi (ex-Tremembé), Indianópolis, Sé, Santa Cecilia, Belém, Pari, Brás, Cambuci, Vila Prudente, Tatuapé, Jardim Paulista, Santo Amaro (municipalité de 1832 à 1935), Ibirapuera (anciennement district de police du Brooklin, dans l'éteinte municipalité de Santo Amaro), Pirituba, Capela do Socorro, Alto da Mooca, Cerqueira César, Barra Funda, Vila Maria, Aclimação, Vila Matilde e Vila Madalena.
Enfin, en 1964, avait été créé les sous-districts de Brasilândia, Cachoeirinha, Cangaíba, Jabaquara, Jaguara, Limão, Pinheiros, Vila Formosa et Vila Guilherme.
Cette subdivision est basée sur la loi de l'État no 8.092, 28/02/1964, qui a divisé la municipalité dans le district de São Paulo, composé de 48 sous-districts, plus 8 districts sans sous-districts. En 1991, la division de la salle a été réinitialisée (Loi no. 10.932 de 15/01/1991 et la Loi no. 11.220, 25/05/1992), fixant la création de la division actuelle de la ville en 96 districts, et abandonnant les sous-districts. La division des districts est toujours suivie dans le critère des limites des notaires des registres de l'état civil, la division des circonscriptions électorales et dans l'organisation des recensements démographiques.
De nombreux bureaux et des organismes publics (commissariats de police, circonscriptions électorales, forums de district, de quartier, par exemple), en plus des entrepreneurs ou des concessionnaires de services, tels que la poste, les centraux téléphoniques de la ville de São Paulo et la Companhia de Engenharia de Tráfego (CET), ont, toutefois, des subdivisions propres qui remplacent les divisions existantes officielles de la municipalité.
Les limites utilisées dans la journée, à la journée de référence, cependant, ne coïncident pas toujours avec les limites des cadres territoriaux, depuis la frontière entre les districts de ne pas toujours respecter la contiguïté physique - délimitée par les rivières et les avenues. Il y a des cas tels que les quartiers Alto da Mooca et Jardim Anália Franco, à la fois dans zone sud-est, géographiquement contiguë, respectivement, à Mooca et Tatuapé, mais officiellement partie des districts de Água Rasa et Vila Formosa. Et il y a aussi des cas de quartiers qui sont divisés entre deux quartiers, comme Brooklin, divisé entre Campo Belo et Itaim Bibi, et Sumaré, divisé entre Pinheiros et Perdizes.